# Береговий Георгій Тимофійович
Берегови́й Гео́ргій Тимофі́йович (15 квітня 1921, с. Федорівка, Карлівський район (нині — Полтавський район), Полтавська область, УРСР — 30 червня 1995, м. Москва) — український радянський льотчик-космонавт, генерал-лейтенант авіації, двічі Герой Радянського Союзу (єдиний удостоєний першої зірки Героя за подвиг під час Другої світової війни, а другої  — за політ у космос). Депутат Верховної ради СРСР 8—10-го скликань. Кандидат психологічних наук.

## Життєпис

Напис на постаменті пам'ятника Г. Береговому в Парку Вічної Слави в Києві

Георгій Береговий народився 15 квітня 1921 року в селі Федорівка Карлівського району (нині — Полтавський район) Полтавської області України.
У довоєнні роки жив, навчався і працював у місті Єнакієве. Під час навчання в середній школі в Єнакієвому був інструктором, потім керівником міської секції авіамоделювання. 1938 року, по закінченні 8-го класу, розпочав трудову діяльність на Єнакієвському металургійному заводі. Займався в Єнакієвському аероклубі. 1938 року призваний до Червоної армії. 1941 року закінчив Луганську школу військових льотчиків імені Пролетаріату Донбасу.
Учасник німецько-радянської війни з червня 1942 року. Льотчик, командир ланки, командир ескадрильї 90-го гвардійського штурмового авіаційного полку (4-та гвардійська штурмова авіаційна дивізія, 5-й штурмовий авіаційний корпус, 5-та повітряна армія, 2-й Український фронт). Під час війни здійснив 186 бойових вильотів. За героїзм, мужність і відвагу, які проявлені під час льотних боїв німецько-радянської війни, 26 жовтня 1944 року удостоєний звання Героя Радянського Союзу. Член ВКП(б) з 1943 року.
По завершенні війни, 1948 року, закінчив вищі офіцерські курси і курси льотчиків-випробувачів. Протягом 1948—1964 років працював льотчиком-випробувачем, освоїв десятки типів літаків.
1956 року закінчив Військово-повітряну академію (нині — імені Ю. О. Гагаріна). 14 квітня 1961 року був удостоєний звання заслуженого льотчика-випробовувача СРСР.
1963 року зарахований до загону радянських космонавтів (1963 Група ВПС № 2 (додатковий набір). Пройшов повний курс підготовки до польотів на кораблях типу «Союз». 26—30 жовтня 1968 року здійснив космічний політ на космічному кораблі «Союз-3». У польоті була проведена перша в історії спроба стикування в космосі з безпілотним кораблем «Союз-2» в тіні Землі. Політ тривав 3 доби 22 години 50 хвилин 45 секунд. За здійснення космічного польоту 1 листопада 1968 року нагороджений другою медаллю «Золота Зірка» Героя Радянського Союзу.
22 січня 1969 року в Московському кремлі, перед урочистою зустріччю космонавтів молодший лейтенант радянської армії Віктор Ільїн обстріляв автомашину, в якій їхали космонавти, вважаючи, що в цьому автомобілі пересувався генеральний секретар ЦК КПРС Леонід Брежнєв (помилці сприяла деяка зовнішня схожість Берегового з Брежнєвим). Георгій Береговий був легко поранений уламками лобового скла, а водій, який був поруч з Береговим смертельно поранений.
Депутат Верховної Ради СРСР 8-го — 10-го скликань (1974—1989). Лауреат Державної премії СРСР (1981). Вів велику громадську роботу. 1978 року, як депутат, узяв участь і допоміг реабілітуватися в житті двічі засудженому (групове зґвалтування, грабунок) 28-річному жителю Єнакієвого Віктору Януковичу.
Впродовж 1972—1987 років — начальник Центру підготовки космонавтів імені Юрія Гагаріна. 1987 року у званні генерал-лейтенант пішов у відставку.
Помер 30 червня 1995 року, під час операції на серці. Похований у Москві на Новодівичому цвинтарі.

## Родина
- Батько — Тимофій Миколайович Береговий (1888—1950), телеграфіст на Південно-Східній залізниці
- Мати — Марія Семенівна Берегова (Ситникова) (1896—1974), викладала у школах та вищих навчальних закладах
- Брат — Віктор Тимофійович Береговий (1913—1938), викладач Челябінського аероклубу, 1938 року був розстріляний, 1957 року реабілітований посмертно
- Брат — Михайло Тимофійович Береговий (1918—2021), учасник Німецько-радянської війни, генерал-лейтенант
- Дружина — Лідія Матвіївна Берегова (Беседовська) (1929—2006), викладач середньої школи і працівник Щолковського міського відділу народної освіти
- Син — Віктор Георгійович Береговий (1951), професор авіаційного інституту у Москві
- Донька — Людмила Георгіївна Єлисєєва (Берегова) (1956), художник-модельєр

## Суперечливі та широко поширені легенди
- «Займався в Єнакієвському аероклубі, разом з Федором Януковичем, батьком В. Ф. Януковича»[2].
Георгій Береговой до 1938 року був інструктором, потім керівником Єнакієвської секції авіамоделювання. 1941 року закінчив Ворошиловоградську школу військових льотчиків, з червня 1942 року льотчик на фронті, 26 жовтня 1944 року удостоєний звання Героя Радянського Союзу.
За офіційною версією, дід, Володимир Ярославович Янукович, перебрався на Донбасс у 1920-х роках із села Януки[3] (у 1919—1939 роках на території Польщі; знищене в роки війни). Отже, цілком можливо, що Федір Янукович (1923—1991) відвідував Єнакієвську секцію авіамоделювання. З іншого боку, не було офіційно спростовано інформацію (інтерпретацію архівних даних), що він був переселений до Єнакієвого лише після звільнення Білорусі влітку 1944 року, як спецпоселенець, у зв'язку зі звинуваченням у співпраці з німецькими окупантами на території Радошковичівського району[be] (Вілейська, тепер Мінська область)[4][5].
- за інформацією журналіста Дмитра Гордона[6] є біологічним батьком колишнього президента України «В. Ф. Януковича»[7]. Про самого ж Берегового ходили чутки, що він є позашлюбним сином Леоніда Брежнєва[8].
В. Ф. Янукович народився 9 липня 1950 року. З 30 червня 1949 року Георгій Береговий — старший льотчик-випробувач в Державному льотно-випробувальному центрі імені В. П. Чкалова (Військове летовище «Чкаловський»)[9]. Немає жодного підтвердження (більш того, видається неможливим), що льотчик-випробувач Георгій Береговий у другій половині 1949 році мав якусь можливість зустрічі з Ольгою Леоновою (Янукович)[10][11] (наприклад, перебував у Єнакієвому), чи взагалі знав про її існування.

## Нагороди
- Медаль «Золота Зірка» Героя Радянського Союзу № 2271 (26 жовтня 1944 року)
- Медаль «Золота Зірка» Героя Радянського Союзу № 48 (1 листопада 1968 року)
- Два ордена Леніна
- Два ордена Червоного Прапора
- Орден Богдана Хмельницького (СРСР) III ступеня
- Орден Олександра Невського (СРСР)
- Два ордена Вітчизняної війни I ступеня
- Два ордена Червоної Зірки
- Орденом «За службу Батьківщині у Збройних Силах СРСР» III ступеня
- Медаль «За бойові заслуги» (1949)
- Медаль «За перемогу над Німеччиною у Великій Вітчизняній війні 1941—1945 рр.» (1945)
- Медаль «За взяття Будапешта» (1945)
- Медаль «За взяття Відня» (1945)
- ювілейними медалями
- Герой Соціалістичної Праці НРБ і орден Георгія Димитрова (НРБ, 1970)
- Орден Державного Прапора (УНР, 1985)
- Орден Прапора з діамантами (УНР)
- Золота медаль «За бойову співдружність» (УНР, 1980)
- Хрест Грюнвальда III ступеня (Польська Народна Республіка)
- Орден Тудора Владимиреску V ступеня (Румунія)
- Орден Народного героя (Югославія)
- Золота медаль імені К. Е. Ціолковського АН СРСР
- Золота медаль імені Ю. А. Гагаріна (FAI) (1968).
- Державна премія СРСР (1981 рік)

## Пам'ять
- Почесний громадянин таких міст, як Єнакієве, Вінниця, Луганськ, Калуга (Росія), Плевен, Сливен (Болгарія).
- У містах Вознесенськ, Баштанка, Краматорськ, Рожище на честь Георгія Берегового названо вулиці.
- У місті Єнакієве встановлено бронзовий бюст та пам'ятна стела почесному громадянину міста, названий проспект та сквер ім'ям Георгія Берегового та Музей космонавта.
- Донецькому планетарію 2011 року присвоєно ім'я Георгія Берегового.
- 8 квітня 2011 року Національний банк України випустив срібну монету номіналом 5 гривень, присвячену Георгію Береговому[12].
- 15 квітня 2011 року зі станції Полтава-Південна вперше вирушив іменний пасажирський поїзд на честь Георгія Берегового, сполученням Полтава — Москва[13].
- 2012 року ім'я Георгія Берегового присвоєне Донецькому ліцею з посиленою військово-фізичною підготовкою[14] та навчально-виховному комплексу школі-ліцею «Відкритий космічний ліцей» Сімферопольської міської ради Автономної Республіки Крим[15].
- На його честь названо астероїд 6319 Береговий[16].
- 15 квітня 2013 року, на честь 92-ї річниці від дня народження, урочисто відкрито бронзове погруддя Г. Т. Берегового на Алеї Воїнської Слави в Парку Вічної Слави міста Києва[17].
- 5 вересня 2023 року у місті Глобине перейменували вулицю Комарова на вулицю Георгія Берегового.